# Esko Ollila
Esko Juhani Ollila, född 14 juli 1940 i Rovaniemi, död 1 december 2018 i Borgå, var en finländsk bankman.
Ollila studerade juridik och blev vicehäradshövding 1967. Han var verkställande direktör för Rovaniemi sparbank 1971–1975, för Utvecklingsområdesfonden Ab 1975–1979, medlem av direktionen i Sparbankernas central-aktie-bank 1979–1983 och medlem av direktionen för Finlands Bank 1983–2000. Han var även verksam politiskt för Centern i Finland och ingick i Kalevi Sorsas regeringar som handels- och industriminister 1982–1983 och finansminister 1986–1987.